# Peter Bryan Wells
 (mars 2016).
Peter Bryan Wells, né aux États-Unis à Tulsa dans l'Oklahoma le 12 mai 1963, est un archevêque catholique américain et nonce apostolique. Peter Wells, en outre, est spécialiste des questions financières. En plus de l'anglais, sa langue maternelle, il parle allemand, espagnol, français et italien.

## Biographie et formation
Peter Bryan Welles poursuit ses études de philosophie au séminaire de l'Abbaye de Saint-Meinrad dans l'Indiana. il suit ensuite des études de théologie au Collège pontifical nord-américain de Rome. En 1990, il obtient un baccalauréat canonique en théologie à l'Université pontificale grégorienne et deux ans plus tard une licence canonique en théologie à l’Institut pontifical Jean-Paul II d’études sur le mariage et la famille. Il est ordonné prêtre le 12 juillet 1991 pour le diocèse de Tulsa et nommé vicaire à la cathédrale de la Sainte-Famille de Tulsa, puis secrétaire de l'évêque de Tulsa et vicaire épiscopal à l'éducation religieuse. En 1998, Peter Bryan Welles est licencié en droit canonique de l'Université pontificale grégorienne et en reçoit le doctorat dans la même matière l'année suivante. En même temps il étudie à l'Académie pontificale ecclésiastique qui forme les futurs diplomates du Saint-Siège.
Peter Bryan Welles intègre la nonciature apostolique du Nigeria (en), le 1er juillet 1999. En 2002, il est rappelé à Rome pour entrer à la section des Affaires générales de la secrétairerie d'État du Saint-Siège. Il prend la direction du bureau anglais en 2006. Le 16 juillet 2009, il accède au poste d'assesseur aux Affaires générales, prenant la suite de Gabriele Caccia et devenant ainsi après le substitut le numéro deux de la diplomatie vaticane. En 2013, le pape François le nomme membre de la commission pontificale d'enquête sur l'Institut pour les œuvres de religion, puis il devient président du comité de sécurité financière du Saint-Siège.
Le 9 février 2016, le pape François le nomme nonce apostolique en Afrique du Sud et au Botswana avec le titre d'archevêque (in partibus) de Marcianopolis (de). Le 13 février il est en plus nommé nonce apostolique en Namibie (en) et au Lesotho (en) et  quatre mois plus tard en plus au Eswatini (en). Le pape François le consacre lui-même en la basilique Saint-Pierre de Rome le 19 mars 2016. Il assiste à la cérémonie de béatification de Stanley Rother (1935-1981) à Oklahoma City, le 23 septembre 2017, avec une cinquantaine d'autres évêques.

## Distinctions
- Officier de l'ordre de l'Étoile de Roumanie (Décret du 30 avril 2015 du président Klaus Iohannis[3])